# Юрі Талвет
Юрі Талвет (ест. Jüri Talvet; *17 грудня 1945, Пярну) — естонський поет та академік. Він автор різноманітних літературних творів, зокрема поезії, критичних заміток та есеїв.